# Gisela Rottonara
Gisela Rottonara (* 17. November 1873 als Gisela Tauber in Wien; † 23. Jänner 1943 im KZ Theresienstadt) war eine österreichische Malerin.

## Leben
Gisela Rottonara stammte aus einer Familie, die aus dem heute rumänischen Temeswar nach Wien umgezogen war. 1902 war sie aus der Israelitischen Kultusgemeinde ausgetreten. Sie war verheiratet mit dem Wiener Theatermaler Franz Angelo Rottonara, der drei Töchter aus erster Ehe mitbrachte und 1938 verstarb. Gisela Rottonara wurde am 10. Juli 1942 aus dem Heim für "nichtarische Christen" in der Töllergasse 15 in Wien-Floridsdorf in das Ghetto Theresienstadt deportiert.
In Theresienstadt gelang es ihr innerhalb eines halben Jahres, auf einem Skizzenblock 62 Bleistiftzeichnungen von Gebäuden, Straßen und Mitgefangenen zu zeichnen. Unter den katastrophalen Lagerbedingungen konnte sie vor ihrem Tod den Block einer Mitgefangenen übergeben, und die Zeichnungen konnten so gerettet werden.

## Ausstellungen
2018 organisierte das Volkskundemuseum in Wien unter der Leitung von Rosemarie Burgstaller die Ausstellung „Das Herz so schwer wie Blei - Kunst und Widerstand im Ghetto Theresienstadt“, in der Arbeiten gezeigt wurden, die von 1941 bis 1945 im Ghetto Theresienstadt entstanden sind. Insgesamt wurden dort 27 Künstler vorgestellt, darunter auch Gisela Rottonara.
Die erste Einzelausstellung ihrer Zeichnungen fand 2023 im Bildungshaus St. Hippolyt statt unter dem Tiel „Bilder aus Theresienstadt. Das gezeichnete Tagebuch von Gisela Rottonara (1873–1943)“. Die Ausstellung wurde von Benjamin Grilj vom Institut für jüdische Geschichte Österreichs kuratiert, Rosemarie Burgstaller vom Institut für Zeitgeschichte der Universität Wien steuerte Information zur Biographie bei. Im Jänner 2024 erscheint ein Katalog zur Ausstellung beim Wiener Mandelbaum Verlag.